# Four walls
Four walls (« Quatre murs ») est une pièce pour piano avec un interlude vocal écrite par John Cage en 1944.
Il s'agit d'une musique de scène pour un drame dansé en deux actes et seize parties. La voix déclame, à la fin de l'acte I, un poème de E. E. Cummings. La chorégraphie en a été faite par Merce Cunningham. Le compositeur et le chorégraphe ont déjà collaboré pour d'autres œuvres la même année mais « Four walls » en constitue la pièce majeure  L'exécution de l'œuvre demande un peu moins d'une heure. Les quatre murs symbolisent ceux de l'esprit.
La partition n'utilise que les touches blanches du piano. Il contient pour la première fois une pause substantielle au sein de la composition, artifice que Cage reprendra en 1952 avec 4′33″. Initialement perdue, elle a été redécouverte dans les années 1970. Il existe également un document filmé et muet de moins d'une dizaine de minutes sur la chorégraphia de Cunningham.
La création en a été faite au théâtre Perry-Mansfield dans le Colorado par Drusa Wilker au piano le 22 août 1944. La seconde représentation n'en a été faite qu'en 1985
Cage en a extrait un an plus tard une pièce plus courte à la demande de Cunningham, Soliloquy.